# Julián Besteiro
Julián Besteiro Fernández, né à Madrid le 21 septembre 1870 et mort à Carmona le 27 septembre 1940, est un universitaire, homme politique espagnol du Parti socialiste ouvrier espagnol (PSOE), président des premières Cortes de la République ; c'est une des grandes figures intellectuelles de la génération dite de 98.

## Formation
Fils d'un détaillant d'épicerie galicienne, Julian Besteiro est inscrit à neuf ans dans l'Institution libre de l'éducation. "Un véritable phare de la pensée progressiste dans l’Espagne prérépublicaine" s'exclame l'historien José Martínez Cobo. Parmi ses camarades de classe, Fernando de los Ríos et le futur poète Antonio Machado. Une scolarité qui laissera une marque indélébile sur sa personnalité. 
En 1888, il commence des études de philosophie à l'université de Madrid où il obtient son doctorat en 1895. C'est également durant ce laps de temps qu'il entre en contact avec les jeunes républicains. C'est à Paris, qu'il poursuit ses études à La Sorbonne (1896) puis en Allemagne. Un séjour durant lequel il devient parfaitement germanophone. Très engagé contre la guerre au Maroc, il est emprisonné. C'est durant cette captivité qu'il rencontre Andrés Saborit, et qu'il adhère au Parti ouvrier socialiste (PSOE) et au syndicat UGT.

## Politique
En 1903, il adhère au parti républicain créé par Nicolás Salmerón et Alejandro Lerroux. La même année candidat aux élections municipales de Tolède, il est élu (novembre 1903)." Cet intellectuel qui, de 1912 à 1932, a été l’un des dirigeants les plus importants d’Espagne, est assurément le plus haut responsable des organisations socialistes" atteste l'historien toulousain José Martinez Cobo.
En 1913, il épouse Dolores Cebrián, un professeur de physique à l'École normale de Tolède, enseignante qui fut sa compagne. Cette même année, il a été élu conseiller municipal de Madrid. En 1914, il a été membre de la Commission nationale de l'UGT, et le Xe Congrès du PSOE, il est élu vice-président du Comité national du parti. 
Le 14 juillet 1931, la Seconde République est proclamée. Besteiro est élu président de l'assemblée des Cortes dont il démissionne en 1933. Lorsque la Guerre civile éclate, il est président du conseil - appelé Comité de la réforme, de reconstruction et de l'assainissement. Ouvertement en désaccord avec les gouvernements des républicains et opposé à la domination des communistes, il plaide pour une paix négociée avec les nationalistes.
En mai 1937, le président de la République, Manuel Azaña le nomme ambassadeur en Grande-Bretagne auprès de George VI, avec pour mission de se consacrer à explorer les médias étrangers, en vue d'une paix négociée.
Malgré ses tentatives infructueuses de parvenir à une paix honorable avec Franco, susceptible d'éviter une trop grande effusion de sang, Besteiro fut condamné à trente-deux ans de réclusion par le conseil de guerre franquiste. Gravement malade, il fut emprisonné à la prison sévillane de Carmona, où il mourut une année après.